# Ognjen Čarapić
Ognjen Čarapić (in montenegrino Огњен Чарапић; Antivari, 1º settembre 1998) è un cestista montenegrino.

## Palmarès
- Campionato montenegrino: 4

Budućnost: 2012-13, 2013-14, 2014-15, 2015-16
- Coppa del Montenegro: 3

Budućnost: 2014, 2015, 2016